# INaturalist
iNaturalist is een citizen science-project en sociaalnetwerksite van naturalisten, burgerwetenschappers en biologen die de biodiversiteit over de hele wereld in kaart brengen door waarnemingen van flora en fauna te delen. iNaturalist kan worden geraadpleegd via de website of via mobiele apps. Waarnemingen die zijn opgenomen in iNaturalist vormen waardevolle open data voor wetenschappelijke onderzoeksprojecten, natuurbeschermingsorganisaties, andere organisaties en het brede publiek. Het project wordt "een standaard-drager voor natuurlijke geschiedenis van mobiele applicaties" genoemd.

## Geschiedenis
iNaturalist.org begon in 2008 als een Master-afstudeerproject van Nate Agrin, Jessica Kline en Ken-ichi Ueda aan de UC Berkeley School of Information. Nate Agrin en Ken-ichi Ueda werkten samen met Sean McGregor, een webontwikkelaar, verder aan de website. In 2011 begon Ueda een samenwerking met Scott Loarie, een onderzoeker aan de Stanford-universiteit en docent aan de universiteit van Berkeley. Ueda en Loarie zijn nu het huidige co-bestuur van iNaturalist.org. De organisatie is gefuseerd met de California Academy of Sciences op 24 april 2014. In 2014 werd in iNaturalist de één miljoenste waarneming geregistreerd. In 2017 werd iNaturalist een gezamenlijk initiatief van de California Academy of Sciences en de National Geographic Society. Sinds 2012 is het aantal deelnemers en waarnemers ruwweg elk jaar verdubbeld.  In 2014 haalde iNaturalist de 1 miljoen verifieerbare waarnemingen. Op iNaturalist is een waarneming verifieerbaar als er geen strafpunten zijn volgens de Data Quality Assessment. Waarnemingen zonder datum, locatie of media worden automatisch Onvolledig en gebruikers mogen strafpunten uitdelen als ze denken dat de datum of locatie onnauwkeurig is, er geen (recent) bewijs voor een organisme is of dat het niet wild is. Niet-verifieerbare waarningen worden standaard verborgen, tenzij dit opzettelijk wordt aangezet. Op 11 juli 2023 werd iNaturalist geregistreerd als een onafhankelijke 501(c)(3) nonprofit organisatie. Volgens het jaaroverzicht van 2023 werden er ruim 41 miljoen waarnemingen geregistereerd in 2023 en waren er 1,1 miljoen mensen actief. Begin februari 2024 zijn er 191 miljoen waarnemingen opgeslagen op de website waarvan 171,5 miljoen verifieerbaar.

## Waarnemingen
Het iNaturalist platform is gebaseerd op crowdsourcing van gegevens. In iNaturalist wordt de naam van het organisme op een bepaalde tijd en plaats geregistreerd. Een iNaturalist-waarneming kan ook het bewijs van een organisme bevatten, zoals dierensporen, nesten en uitwerpselen, maar in iNaturalist worden levenloze onderwerpen zoals geologische of hydrologisch zaken niet opgeslagen. Gebruikers zullen meestal een foto of geluidsopname toevoegen aan een waarneming als bewijs van hun bevindingen. Een dergelijk bewijs is geen vereiste. Op iNaturalist kunnen andere gebruikers determinaties toevoegen van elkaars waarnemingen om de "gemeenschapsidentificatie" te bevestigen of te verbeteren. Waarnemingen worden ingedeeld in "casual," "ID" (identificatie) of "research-grade" op basis van de kwaliteit van de verstrekte gegevens en het gemeenschappelijk identificatieproces. "research-grade"-waarnemingen zijn opgenomen in andere online-databanken zoals de Global Biodiversity Information Facility (GBIF). Gebruikers hebben de optie om via licentie hun gegevens op verschillende manieren te delen, bijvoorbeeld voor het publiek domein, Creative Commons of alle rechten voorbehouden. 

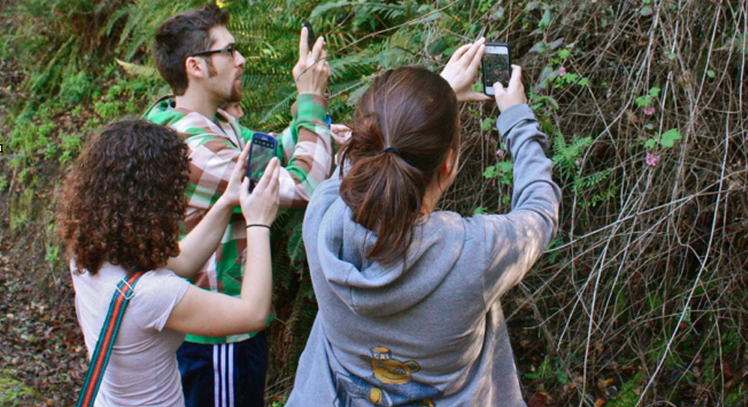
Met behulp van de iNaturalist app in een veld waarnemingen invoeren.

In januari 2024 heeft iNaturalist onderzoek gedaan naar de nauwkeurigheid van hun biodiversiteitsdata. Op basis van dit Observation Accuracy Experiment wordt de nauwkeurigheid van de waarnemingen van Onderzoekskwaliteit geschat op 95%n dit komt overeen met eerdere resultaten.

## Geautomatiseerde determinatie van soorten door beeldherkenning
Waarnemingen kunnen worden gedetermineerd door andere deelnemers. Daarnaast is er determinatiesoftware die Computer Vision wordt genoemd. De gebruiker kan deze software gebruiken om de soort op de foto op naam te brengen.  Afbeeldingen kunnen worden gedetermineerd via een kunstmatige intelligentie-model dat is getraind met de grote database van foto's van waarnemingen met onderzoekskwaliteit op iNaturalist. Een hoger taxon zoals een genus of familie wordt meestal voorgesteld als de software niet kan beslissen welke soort het is. Als de foto slecht belicht of wazig is of met meerdere onderwerpen, kan het moeilijk zijn voor de software om de soort te bepalen en neemt de nauwkeurigheid af. Meerdere soorten worden voorgesteld door de software met de meest waarschijnlijke soort eerst. Indien beschikbaar gebruikt het algoritme de locatie, de datum, visuele gelijkenis en de determinaties of icon taxa die al toegevoegd zijn aan de waarneming voor  het bepalen van de soorten die worden getoond op de soortenlijst. In september 2023 werd het Geomodel geïntroduceerd om de resultaten van het beeldherkenningsmodel te wegen.

## Deelname
Met ingang van 27 juli 2018 zijn in iNaturalist door gebruikers 13.600.000 waarnemingen van planten, dieren en andere organismen wereldwijd ingevoerd. De gebruikers hebben bijgedragen aan meer dan 21.000 verschillende projecten verspreid over honderden thema's. Voorbeelden van projecten zijn de taxa- en locatie-specifieke bioblitzes, wildaanrijding-waarnemingen, visvangsten, dierensporen, het documenteren van de verspreiding van invasieve soorten en het ontdekken van nieuwe soorten. Er is veel belangstelling om waarnemingen in te voeren maar er zijn maar weinig experts beschikbaar om deze waarnemingen te controleren. In 2022 verscheen er een artikel met zeven redenen om de burgerwetenschappers te helpen met het bevestigen van hun waarnemingen.
iNaturalist is de aanbevolen toepassing voor crowd-sourced-gegevens over biodiversiteit in Mexico. In 2011 werd iNaturalist gebruikt als een platform voor gelijktijdige wereldwijde "BioBlitz"-waarnemingen van amfibieën en reptielen, welke werden gebruikt om te helpen bij het controleren van de verspreiding van de verschillende soorten reptielen en amfibieën over de wereld. De Amerikaanse National Park Service is een samenwerking aangegaan met iNaturalist om de waarnemingen op te nemen van de "BioBlitz" in 2016 in de Nationale Parken. Dat project heeft de 100.000 waarnemingen overschreden in augustus 2016. In 2017 heeft het United Nations Environment Programme samen met iNaturalist de wereldmilieudag gevierd.

### City Nature Challenge
In 2016 hebben Lila Higgins van het Natural History Museum of Los Angeles County en Alison Young van de California Academy of Sciences samen de City Nature Challenge opgericht. In de eerste City Nature Challenge hebben naturalisten in Los Angeles en de San Francisco Bay Area meer dan 20.000 waarnemingen op het iNaturalist-platform gedocumenteerd. In 2017 is de Challenge uitgebreid tot 16 steden. In de Verenigde Staten zijn meer dan 125.000 observaties van dieren in het wild verzameld in 5 dagen. In 2018 is de uitdaging uitgegroeid tot een wereldwijd publiek met 68 deelnemende steden uit 19 landen, waarbij een aantal steden met behulp van burgerwetenschap op een ander platform dan iNaturalist deelnam. 
In 4 dagen hebben meer dan 17.000 mensen meer dan 440.000 waarnemingen in de stedelijke regio's rond de wereld genoteerd. 
In 2019 namen opnieuw veel meer mensen deel aan de challenge. Dit keer waren 159 stedelijke gebieden betrokken. De 35.126 deelnemers namen 963.773 waarnemingen waar met meer dan 31.000 soorten, met een piek van meer dan 200.000 waarnemingen per dag.

### Betrekken van kinderen/families bij iNaturalist
In het voorjaar van 2018 heeft iNaturalist 'Seek by iNaturalist for iOS mobile devices' geïntroduceerd. De bedoeling is om kinderen en gezinnen te leren over de nabijgelegen natuur om met het vinden van doelsoorten badges te verdienen voor waarnemingen. Gelabeld als "kind- en "familievriendelijk" is er geen registratie nodig en worden er geen gegevens opgeslagen van de gebruikers, en de waarnemingen worden niet opgenomen in de iNaturalist-database. Seek v2 is op 8 april 2019 verschenen voor iOS en Android. Nederlands wordt sinds 1 juni 2019 ondersteund.
iOS- en Android-app zijn beschikbaar in verschillende talen waaronder het Nederlands. De website ondersteund meer dan 60.000 soorten in het Nederlands.
Op 11 januari 2024 wordt een aparte supportsite aangekondigd met een ticketsysteem en waarop de helpbestanden, FAQ's en How-To's  centraal worden verzameld, eventeel met beschikbare vertalingen.. Ook de lokale Netwerksites kunnen hun eigen helpbestanden op deze website plaatsen.

## Licenties en Wikipedia
Gebruikers hebben de mogelijkheid om hun waarnemingen, foto's en audio op verschillende manieren een licentie te geven zoals bijvoorbeeld public domain, Creative Commons of all rights reserved. Om het delen van informatie aan te moedigen en de kosten te beperken stelt iNaturalist voor om de licentie Creative Commons license te geven. De standaard licentie is CC BY-NC, het is dan voor anderen vrij om de media te kopieren, verwijderen, remixen, veranderen en door te bouwen op deze data zolang er een passende bronvermelding wordt gegeven, wijzigingen worden aangegeven, een link naar de licentie wordt gegeven en het niet commercieel wordt gebruikt.
Waarnemingen en media met de licentie Creative Commons worden vaak op andere plaatsen hergebruikt, bijvoorbeeld door de Global Biodiversity Information Facility, Atlas of Living Australia en Wikipedia dat daarbij reguliere importscripts zoals iNaturalist2Commons en Wiki Loves iNaturalist gebruikt.
iNaturalist gebruikt wikidata om de wikipediapagina's te tonen op hun taxapagina's. Ook was er een project over iNaturalist op Wikipedia met onder andere een event op de plantentuin in Meise.